# Android Jelly Bean
Android Jelly Bean (signifiant « Bonbon haricot ») est un système d'exploitation pour smartphones et tablettes Android, regroupant sous le même nom les versions 4.1.x, 4.2.x, et 4.3.x. Ce système succède à la précédente version d'Android Ice Cream Sandwich (4.0.x) en y apportant son lot d'optimisations et de nouveautés. La version Android KitKat lui succède à partir du 31 octobre 2013.

## Historique

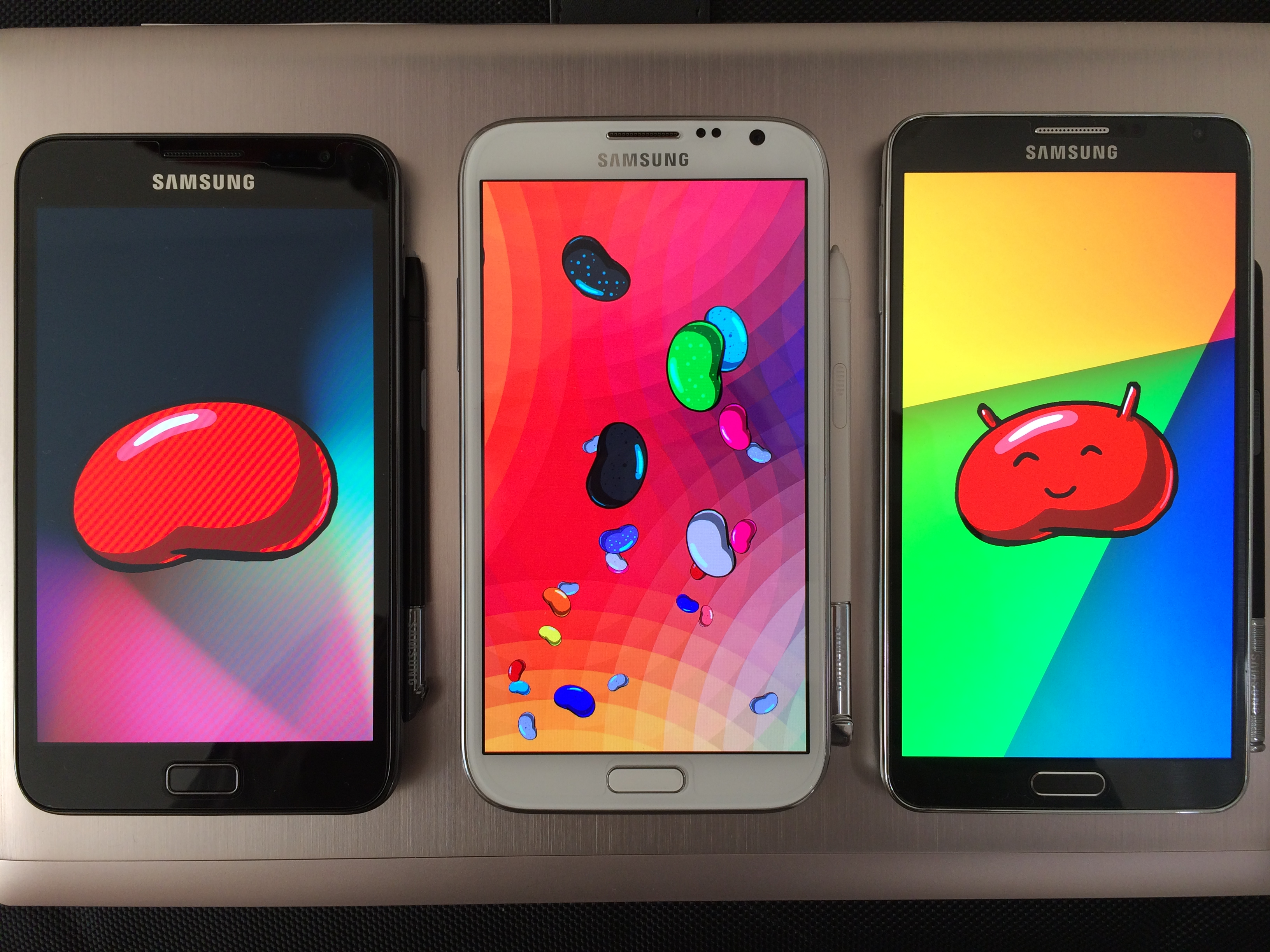
Android Jelly Bean

Le 27 juin 2012 à la conférence Google I/O, Google annonce Android 4.1 (Jelly Bean). Basé sur un nouveau kernel Linux 3.1.10, Jelly Bean est une mise à jour incrémentale avec le but premier d'améliorer l'interface utilisateur en matière de fonctionnalité et de performance. L'amélioration des performances se fait via le « Project Butter », qui utilise une anticipation tactile, le triple buffering, une extension de la synchronisation verticale et le passage à l'affichage de 60 images par seconde pour créer une interface utilisateur harmonieuse, fluide et « beurrée ». Android 4.1 Jelly Bean  est mise à disposition en AOSP (Android Open Source Project) le 9 juillet 2012et une mise à jour « Over The Air » est diffusée sur la Nexus 7 pour passer à Android 4.1.1 le 11 juillet 2012, faisant de ce modèle le premier à fonctionner sous Jelly Bean.

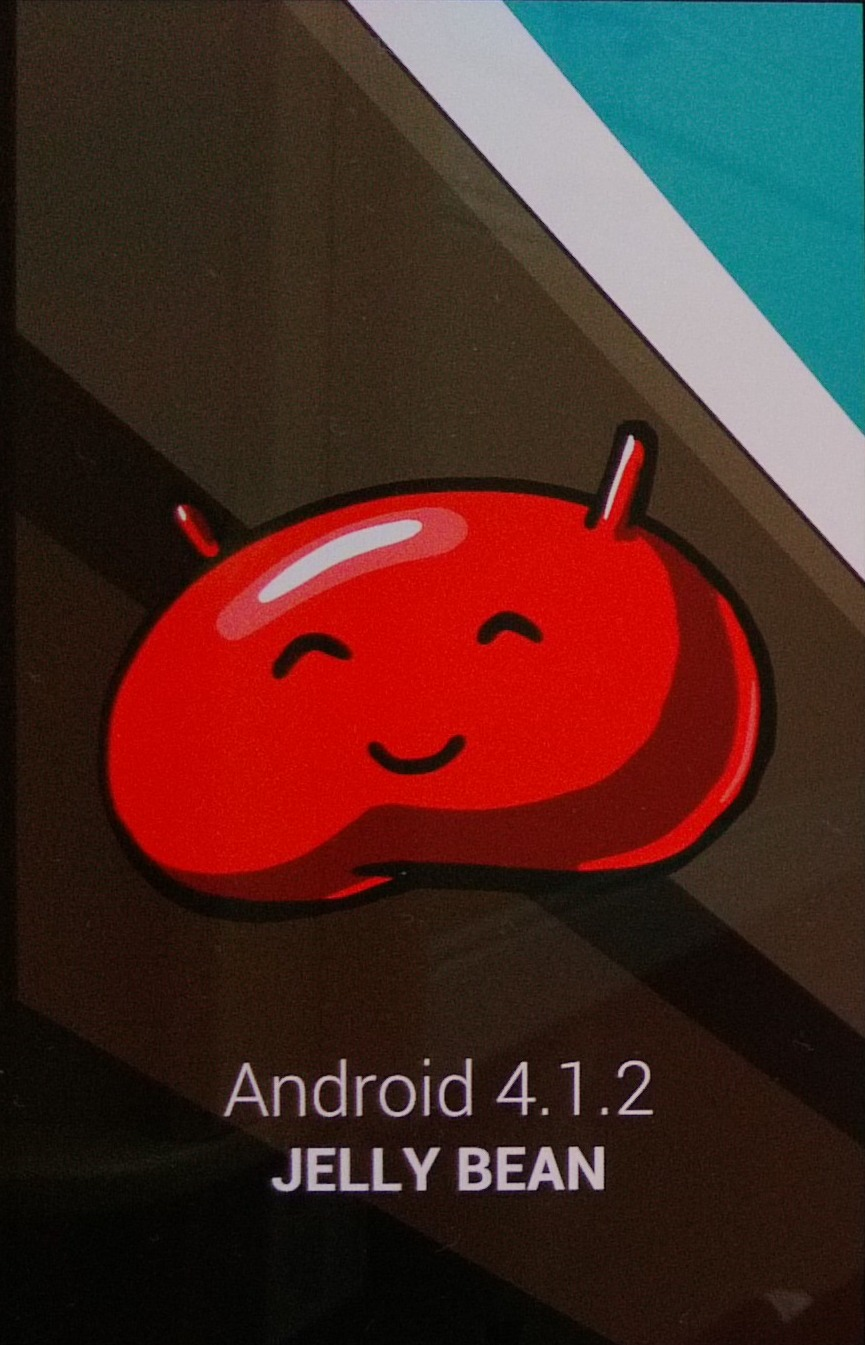

## Caractéristiques
| Version | Date de sortie   | Caractéristiques |
| ------- | ---------------- | --- |
| 4.1.1   | 9 juillet 2012   | - Interface utilisateur plus fluide : - Amélioration de la synchronisation verticale de tous les traits et animations effectués par le framework Android, incluant le rendu d'application, les éléments tactiles, la composition de l'écran et le rafraîchissement de l'affichage (Project Butter). - Triple buffering dans les niveaux graphiques. - Une accessibilité améliorée - Un texte bi-directionnel et le support d'autres langues - Installation d'autres claviers - Des notifications expansibles - Possibilité d'éteindre les notifications dans les paramètres basiques de n'importe quelle application - Des widgets intelligents, qui changent de formes et de tailles selon la place - Transfert d'information via Bluetooth/Android Beam - Dictée hors ligne - Une nouvelle interface pour les petites tablettes (plus ressemblante à celle d'un téléphone) - L'amélioration de la recherche vocale - L'amélioration de l'application caméra - Google Wallet (pour le Nexus 7) - Des photos de contact Google+ de haute résolution - Google Now - Un audio multicanal - L'USB audio (pour un son externe) - Amelioration de la synthèse vocale google |
| 4.1.2   | 9 octobre 2012   | - Apporte la rotation de l’écran d’accueil permettant le mode paysage pour la Nexus 7 - Amélioration des notifications - une hausse des performances, une meilleure stabilité et des corrections de bugs. |
| 4.2     | 13 novembre 2012 | - Évolution de la fonction « panorama » vers une nouvelle version appelée Photo Sphère, permettant de prendre des clichés à 360°, visibles par la suite sur Google Maps. - Le clavier intégré évolue et intègre une fonctionnalité de saisie par gestuelle (Gesture Typing ou Swype). - Gestion multi-compte des utilisateurs (uniquement sur tablette normalement, mais une méthode permet de le mettre aussi sur smartphones). - Intégration de la technologie Miracast : Cette technologie permet de faire de la transmission vidéo sans fil basée sur le Wi-Fi 802.11n. - Possibilité d'ajouter des widgets sur l'écran de veille |
| 4.2.1   | 27 novembre 2012 | - Amélioration de la stabilité et des performances - Correction du bug du mois de décembre 2012 - Bluetooth: Résolution de problèmes, ajout de GamePads et Joystick Bluetooth |
| 4.2.2   | 11 février 2013  | - Amélioration de la stabilité,de l'autonomie et des performances - Résolution de problèmes Bluetooth - Les sons sont remplacés pour nous alerter lorsque la batterie atteint 5 % d’autonomie - Ajout d'un autre son pour signaler la charge par induction. - Ajout d’une liste blanche au débogage USB. |
| 4.3     | 24 juillet 2013  | - Virtual Surround Sound - Autocomplétion (Téléphone) - Amélioration de la saisie du texte et du clavier Google - localisation Wi-Fi même lorsqu'il est désactivé - Support du Bluetooth Smart (Low Energy) et du Bluetooth AVRCP 1.3 - Ajout de l'OpenGL ES 3.0 - Nouvel onglet : Désactivées dans Paramètres > Applications - Ajout des restrictions de profils pour les tablettes - Simplification de l'assistant d'installation - Changement d'utilisateur plus rapide - Amélioration de Daydream, de Photosphère et de l'Appareil Photo - Ajout de nouvelles langues |
| 4.3.1   | 3 octobre 2013   | Dernière version de Jelly Bean - Correctifs Note: seulement sur Nexus 7 (2013) 4G. |